# Dalby Airport
Dalby Airport är en flygplats i Australien. Den ligger i kommunen Western Downs och delstaten Queensland, omkring 180 kilometer väster om delstatshuvudstaden Brisbane. Dalby Airport ligger 343 meter över havet.
Runt Dalby Airport är det mycket glesbefolkat, med 6 invånare per kvadratkilometer.. Närmaste större samhälle är Dalby, nära Dalby Airport.
Omgivningarna runt Dalby Airport är i huvudsak ett öppet busklandskap. Genomsnittlig årsnederbörd är 804 millimeter. Den regnigaste månaden är januari, med i genomsnitt 160 mm nederbörd, och den torraste är april, med 21 mm nederbörd.